# کامیلو تاورنلی
کامیلو تاورنلی (انگلیسی: Camillo Tavernelli؛ زادهٔ ۱۰ ژوئیهٔ ۱۹۹۹) بازیکن فوتبال است.